# Studentenverband
Als Studentenverband oder Studierendenverband bezeichnet man im Allgemeinen jeden überlokalen Zusammenschluss von Studenten oder von studentischen Organisationen an Hochschulen, unabhängig vom jeweiligen Verbandszweck. Hinsichtlich ihrer Zusammensetzung lassen sich auf nationaler Ebene und auf Ebene der deutschen Bundesländer mindestens zwei Grundtypen unterscheiden:
Auf der einen Seite gibt es die Zusammenschlüsse der lokalen Studierendenschaften, die ihrerseits zum Teil auf der Pflichtmitgliedschaft aller Studierenden einer Hochschule beruhen (Studentische Vertretungen).
Auf der anderen Seite stehen die sogenannten studentischen Vereinigungen, die auf dem Prinzip der freiwilligen Mitgliedschaft der Studierenden beruhen, wobei organisatorisch zwei Arten von Verbänden zu unterscheiden sind: In einigen Verbänden sind die Studierenden selbst Mitglied, während andere Verbände als Dachverbände Zusammenschlüsse von Hochschulgruppen sind. Zu den studentischen Vereinigungen gehören neben den (partei-)politischen Verbänden auch die überörtlichen Zusammenschlüsse der Studentenverbindungen sowie die zahllosen Vereinigungen fachlicher, religiöser oder musisch-kultureller Art.
Als dritten Verbandstyp könnte man schließlich die sogenannten Aktionsbündnisse betrachten, die eher auf Zeit und zur Verfolgung eines bestimmten Ziels geschlossen werden und denen sowohl einzelne Studentenschaften, unterschiedlichste Verbände als auch Einzelpersonen angehören können.
Ferner gibt es internationale Zusammenschlüsse nationaler Verbände.
Dem Versuch einer Einführung in die – etwas unübersichtliche – studentische Verbände-Landschaft dient die folgende Gliederung.

## Studentische Vertretungen
- Freier zusammenschluss von student*innenschaften (fzs, Deutschland)
- Österreichische Hochschülerinnen- und Hochschülerschaft (ÖH)
- Verband der Schweizer Studierendenschaften (VSS)
- European Students’ Union (Europäischer Zusammenschluss der nationalen Vertretungsverbände)

Zu den studentischen Vertretungen zählen ferner die Landesstudierendenvertretungen der deutschen Bundesländer, die bundesweiten Zusammenschlüsse von Fachschaften (Bundesfachschaftentagungen), der Bundesverband ausländischer Studierender und einige andere.
Historische Vertretungen:
- Deutsche Studentenschaft (1919–1945)
- Verband Deutscher Studentenschaften (VDS, 1949–1990)
- Studentenverband Deutscher Ingenieurschulen (SVI, 1947–1975)
- Deutscher Bundesstudentenring (1952–1969)

## Studentische Vereinigungen

### Politische Studentenverbände (Deutschland)
- Ring Christlich-Demokratischer Studenten (RCDS) (Studentenverband von CDU/CSU, gegr. 1951)
- Juso-Hochschulgruppen (Studentenverband von Jusos und der SPD, gegr. 1973)
- Bundesverband Liberaler Hochschulgruppen (LHG) (Studentenverband der FDP, gegr. 1987)
- Campusgrün – Bündnis grün-alternativer Hochschulgruppen (Studentenverband von Bündnis 90/Die Grünen, gegr. 1999)
- Die Linke.SDS (Studentenverband von Linksjugend solid und Die Linke, gegr. 2007)

Hierbei sind die Juso-Hochschulgruppen organisatorischer Bestandteil der Jusos, welche wiederum eine Arbeitsgemeinschaft in der SPD sind. Die Links.SDS ist ein Arbeitskreis mit Sonderstatus in Linksjugend solid, welche aber von der Partei Die Linke organisatorisch unabhängig ist. In beiden Fällen sind die Mitglieder Personen. Die anderen Verbände sind organisatorisch unabhängig und ihre Mitglieder sind Hochschulgruppen.
Historische Verbände:
- Reichsbund Deutscher Demokratischer Studenten (1919–1933)
- Deutscher Hochschulring (1920–1933)
- Deutschnationale Studentenschaft (?–1933)
- Reichsausschuss der Hochschulgruppen der Deutschen Volkspartei (1922–1933)
- Reichsverband Deutscher Zentrumsstudenten (?–1933)
- Sozialistische Studentenschaft Deutschlands und Österreichs (1922–1933)
- Stahlhelm-Studentenring Langemarck (1926–1933)
- Nationalsozialistischer Deutscher Studentenbund (1926–1945)
- Sozialistischer Deutscher Studentenbund (SDS) (1946–70, bis 1960 der Studentenverband der SPD)
- Vereinigung Heimatvertriebener Deutscher Studenten (VHDS) (1950–1964)
- Liberaler Studentenbund Deutschlands (LSD) (1950–1969, Studentenverband der FDP)
- Bund Nationaler Studenten (BNS, 1956–1961)
- Sozialdemokratischer/Sozialistischer Hochschulbund (SHB) (1960–1992, bis 1971 als Sozialdemokratischer Hochschulbund der Studentenverband der SPD)
- Nationaldemokratischer Hochschul-Bund (NHB) (Studentenverband der NPD, 1966–1990)
- Deutsche Studenten Union / Sozialliberaler Hochschulverband (DSU/SLH) (1968–1987, ab etwa 1980 FDP-nah)
- Marxistischer Studentenbund Spartakus (MSB Spartakus) (DKP-nah, 1971–1990)
- Liberaler Hochschulverband / Radikaldemokratische Studentengruppen (LHV/RSG) (1972–1988, bis 1982 als Liberaler Hochschulverband der Studentenverband der FDP)
- Ökologisch-Demokratische Studierende (öds) (Studentenverband der ÖDP, 1987–2005)
- Bündnis linker und radikaldemokratischer Hochschulgruppen (LiRa) (PDS-nah, 1998–2006)
- Assoziation Marxistischer Studierender (AMS, DKP-nah, 1997–2010)

### Politische Studentenvereinigungen (Österreich)
- AktionsGemeinschaft (AG)
- Grüne & Alternative Student innen (GRAS)
- Junge liberale Studierende (JUNOS)
- Kommunistischer StudentInnenverband (KSV)
- Kommunistischer StudentInnenverband – Linke Liste (KSV-LiLi)
- No Ma’am
- Ring Freiheitlicher Studenten (RFS)
- Unabhängige Fachschaftslisten Österreichs (FLÖ)
- Verband Sozialistischer Student innen in Österreich (VSStÖ)

### Politische Studentenvereinigungen (Schweiz)
- Schweizerischer Liberaler Studentenverband

### Studentenverbindungen und ihre Dachverbände (Auswahl)
- Cartellverband der katholischen deutschen Studentenverbindungen
- Kartellverband katholischer deutscher Studentenvereine
- Kösener Senioren-Convents-Verband
- Österreichischer Cartellverband
- Coburger Convent der akademischen Landsmannschaften und Turnerschaften

### Religiöse Vereinigungen
- Campus für Christus Deutschland
- Evangelische Studierendengemeinden
- Jüdische Studierendenunion Deutschland
- Verband jüdischer Studenten in Bayern
- Katholische Studierendengemeinden
- Studentenmission in Deutschland

### Fachlich orientierte Zusammenschlüsse
- AIESEC (für Studierende aller Fachbereiche, früher Fokus auf Wirtschaftswissenschaften)
- Bundesverband der Börsenvereine an deutschen Hochschulen
- Bundesverband Deutscher Studentischer Unternehmensberatungen
- Bundesverband Sicherheitspolitik an Hochschulen
- ELSA (für Rechtswissenschaftler)
- IAESTE – Auslandspraktika für Studenten technischer und naturwissenschaftlicher Studienrichtungen
- Idaflieg –  Dachverband der forschenden Akafliegs in Deutschland
- WINGnet – Verein zur Förderung von Studierenden technisch-wirtschaftlicher Studienrichtungen

### Sonstige
- Allgemeiner Deutscher Hochschulsportverband
- AEGEE Europäisches Studentenforum
- Erasmus Student Network Organisation zur Betreuung von Austauschstudenten
- Studentenforum im Tönissteiner Kreis politisch und konfessionell unabhängige, interdisziplinäre Denkfabrik deutscher Studenten

## Aktionsbündnisse
- Aktionsbündnis gegen Studiengebühren (ABS)
- Bündnis für Politik- und Meinungsfreiheit (PM-Bündnis, bpm)
- Tarifvertragsinitiative studentischer Beschäftigter (Tarifini)

## Studentenwerke
Trotz ihres Namens sind die Studentenwerke und ihr Dachverband Deutsches Studentenwerk keine studentischen Organisationen im engeren Sinne (mehr). In den 1920er Jahren ursprünglich als studentische Selbsthilfeeinrichtungen gegründet, wurden diese jedoch im Laufe der Zeit mehr und mehr aus der studentischen Selbstverwaltung herausgelöst und schließlich Anfang der 1970er mehrheitlich in Anstalten öffentlichen Rechts überführt. Heute verstehen sie sich als eigenständige Fördereinrichtungen für die Studenten.

## Studierenden-Dachvereinigungen International
- Chile: Confederación de Estudiantes de Chile
- Kanada: Canadian Federation of Engineering Students